# زقية عربية
الزقية العربية (باللاتينية: Petrorhagia arabica) نوع نباتي يتبع جنس الزقية من الفصيلة القرنفلية.

## الموئل والانتشار
موطنها بلاد الشام ومصر.

## مرادفات للاسم العلمي
- (باللاتينية: Tunica arabica Boiss.)